# Санта Марија ди Сетимо (Козенца)
Санта Марија ди Сетимо је насеље у Италији у округу Козенца, региону Калабрија.
Према процени из 2011. у насељу је живело 604 становника. Насеље се налази на надморској висини од 202 м.